# Kólom
Kólom (németül: Kulm im Burgenland, horvátul: Kulma) Monyorókerék településrésze, egykor önálló község Ausztriában Burgenland tartományban a Németújvári járásban.

## Fekvése
Monyorókerék központjától 1 km-re nyugatra fekszik.

## Története
A települést 1221-ben II. András királynak a szentgotthárdi apátság részére írt adománylevelében szerepel először írott forrásban "Villa Colon" alakban. 1226-ból személynévként Farkas de Colon szerepel a Békássy család levéltárának egyik oklevelében. 1369-ben I. Lajos király Monyorókerékkel és több környékbeli faluval együtt Kólomot mint  királyi birtokot a hozzá hű udvari vitézének, Ellerbach Vilmosnak adta. Az adománylevélben a település "Colon" néven szerepel. Később "Colon" és "Kolon" alakban is említik. A település mindvégig a monyorókeréki uradalomhoz tartozott. 1472-ben Ellerbach Bertold  előbb Szent Bereck, majd később a Boldogságos Szűz tiszteletére szentelt pálos kolostort alapított itt, melyet fiai János és István 1482 körül újjáépítettek. A kolostor és temploma a mai kólomi temető helyén állt.  1496-ban a monyorókeréki uradalmat és benne Kólomot is Erdődy Bakócz Tamás esztergomi érsek vásárolta meg, majd 1517-ben birtokainak felosztása után a birtok unokaöccsének Erdődy Péternek jutott. 1556-ban Erdődy Péter a monyorókeréki uradalmat Zrínyi Miklósnak adta zálogba. 1545-től délről horvát menekültek telepedtek le a faluban. 1558-ban Zrínyi felvéve a protestáns hitet elüldözte a pálos szerzeteseket a kolostorból, az épületet pedig leromboltatta. Ma már falmaradványai sem láthatók. 1613-tól az uradalom miután Erdődy Tamás bán a Zrínyiektől visszaszerezte újra az Erdődyek birtoka. 1720-ban 12 portát számláltak a faluban. 1787-ben 43 házában 242 lakos élt. 1828-ban 43 háza és 322 lakosa volt. 1857-ben 44 volt a házak és 358 a lakosok száma.
Vályi András szerint " KÓLOM. Horvát falu Vas Várm. földes Ura G. Erdődy Uraság, lakosai katolikusok, fekszik Sz. Péterfának szomszédságában, és annak filiája, határja is hozzá hasonlító."
Fényes Elek szerint " Kolon, német falu, Vas vármegyében, a monyorókeréki uradalomban, 332 kath. lak., bortermesztéssel, erdővel. Ut. p. Szombathely."
Vas vármegye monográfiája szerint " Kólom, 50 házzal és 330 németajkú lakossal. Vallásuk r. kath. és ág. ev. Postája Monyorókerék, távírója Szombathely. Határában fogják elvezetni a tervezett pinka-mindszent-szombathelyi vasútvonalat."
1910-ben 307, többségben német lakosa volt, jelentős magyar kisebbséggel. A trianoni békeszerződésig Vas vármegye Szombathelyi járásához tartozott. A trianoni és saint germaini békeszerződések alapján 1921-ben Ausztria része lett. Önkéntes tűzoltóegylete 1924-ben alakult. 1971-ben közigazgatásilag Monyorókerékhez csatolták. 2001-ben 188 lakosa volt.

## Nevezetességei
- A Szentháromság tiszteletére szentelt római katolikus kápolnája 1821-ben épült.
- Az északi faluvégen álló Szent Antal-oszlopot 1725-ben emelték.
- Műemléki védettség alatt áll a temető keresztje és három síremléke.